# Fahad Awadh
Fahad Awadh (in arabo  فهد عوض‎?; Al Kuwait, 26 febbraio 1985) è un calciatore kuwaitiano, difensore dell'Al-Kuwait e della Nazionale kuwaitiana.

## Palmarès

### Club

#### Competizioni nazionali
- Campionato kuwaitiano: 1

Al-Kuwait: 2012-2013
- Kuwait Emir Cup: 1

Al-Kuwait: 2009
- Kuwait Crown Prince Cup: 2

Al-Kuwait: 2010, 2011
- Kuwait Federation Cup: 2

Al-Kuwait: 2009, 2010
- Kuwait Super Cup: 1

Al-Kuwait: 2010

#### Competizioni internazionali
- Coppa dell'AFC: 3

Al-Kuwait: 2009, 2012, 2013